# Codi ATC V06
El  codi ATC V06, descrit com Nutrients generals, és una subgrup terapèutic de l'Anatomical, Therapeutic, Chemical Classification System (ATC). La classificació ATC és un sistema de codis alfanumèric desenvolupat per l'Organització Mundial de la Salut (OMS) per als fàrmacs i altres productes sanitaris. El subgrup V06 és part del grup anatòmic V Altres.

Els codis per a ús veterinari (codis ATCvet) poden han estat creats afegint la lletra Q davant dels codis ATC humans: QV06... 
Les adaptacions estatals de la classificació ATC poden incloure codis addicionals no presents en aquesta llista, que segueix la versió de l'OMS.

## V06A Formulacionsdietètiquesper al tractament de l'obesitat
V06A A Dietes de baixa energia
V06A B Suplements proteics

## V06C Fórmules per a infants
V06C A Nutrients sense fenilalanina

## V06D Altres nutrients
V06D A Combinacions de carbohidrats, proteïnes, minerals i vitamines
V06D B Combinacions de lípids, carbohidrats, proteïnes, minerals i vitamines
V06D C Carbohidrats
V06D D Aminoàcids, incl. combinacions amb polipèptids
V06D I Combinacions d'aminoàcids, carbohidrats, minerals i vitamines
V06D F Substituts de la llet
V06D X Altres combinacions de nutrients